# 청부살인
청부살인(請負殺人)은 살인을 청부하는 것으로 금전적으로 이익을 취하는 것을 의미한다.

## 개요
청부살인은 시대와 장소를 불문하고 나타나는 범죄이다. 대부분의 나라에서는 살인을 의뢰해 청부살인업자가 살인을 행하면 의뢰인 또한 형법에 의거하여 처벌된다. 청부살인업자가 생업으로 성립 여부는 그 나라의 치안 상황과 경찰의 수사 능력에 의존하고 있다.

## 같이 보기
- 암살
- 현상금 사냥꾼
- 용병
- 살인주식회사
- 민간군사기업